# RCN Televisión
A RCN Televisión (ismertebb nevén Canal RCN vagy egyszerűen RCN) egy kolumbiai televíziós műsorszolgáltató, amelyet 1967-ben alapítottak. Tulajdonosa az Organización Ardila Lülle, a székhelye Bogotában található.

## Csatornák
- Canal RCN
- RCN HD2
- RCN Novelas
- RCN Nuestra Tele Internacional
- NTN24
- Win Sports
- Win Sports+

## Műsorok

### Hírek
- Noticias RCN[2]
- Reportajes RCN

### Beszélgetős műsorok
- Mañana express
- Buen día, Colombia

### Sport
- Deportes RCN
- Fútbol RCN

### Valóság show-k
- La casa de los famosos Colombia

### Telenovellák
- Betty, a csúnya lány[3][4]
- Enfermeras
- A szerelem aromája
- Ana választása